# مزرعه شهید اسماعیل خاکسار
مزرعه شهید اسماعیل خاکسار یک منطقهٔ مسکونی در ایران است که در دهستان ملک‌آباد واقع شده‌است.